# Gymnostomum carthusianum
Gymnostomum carthusianum là một loài Rêu trong họ Pottiaceae. Loài này được (Vill. ex Brid.) P. Beauv. mô tả khoa học đầu tiên năm 1805.